# Hylaeus leptocephalus
Hylaeus leptocephalus är en biart som först beskrevs av Morawitz 1870.  Hylaeus leptocephalus ingår i släktet citronbin, och familjen korttungebin. Inga underarter finns listade i Catalogue of Life.

## Bildgalleri

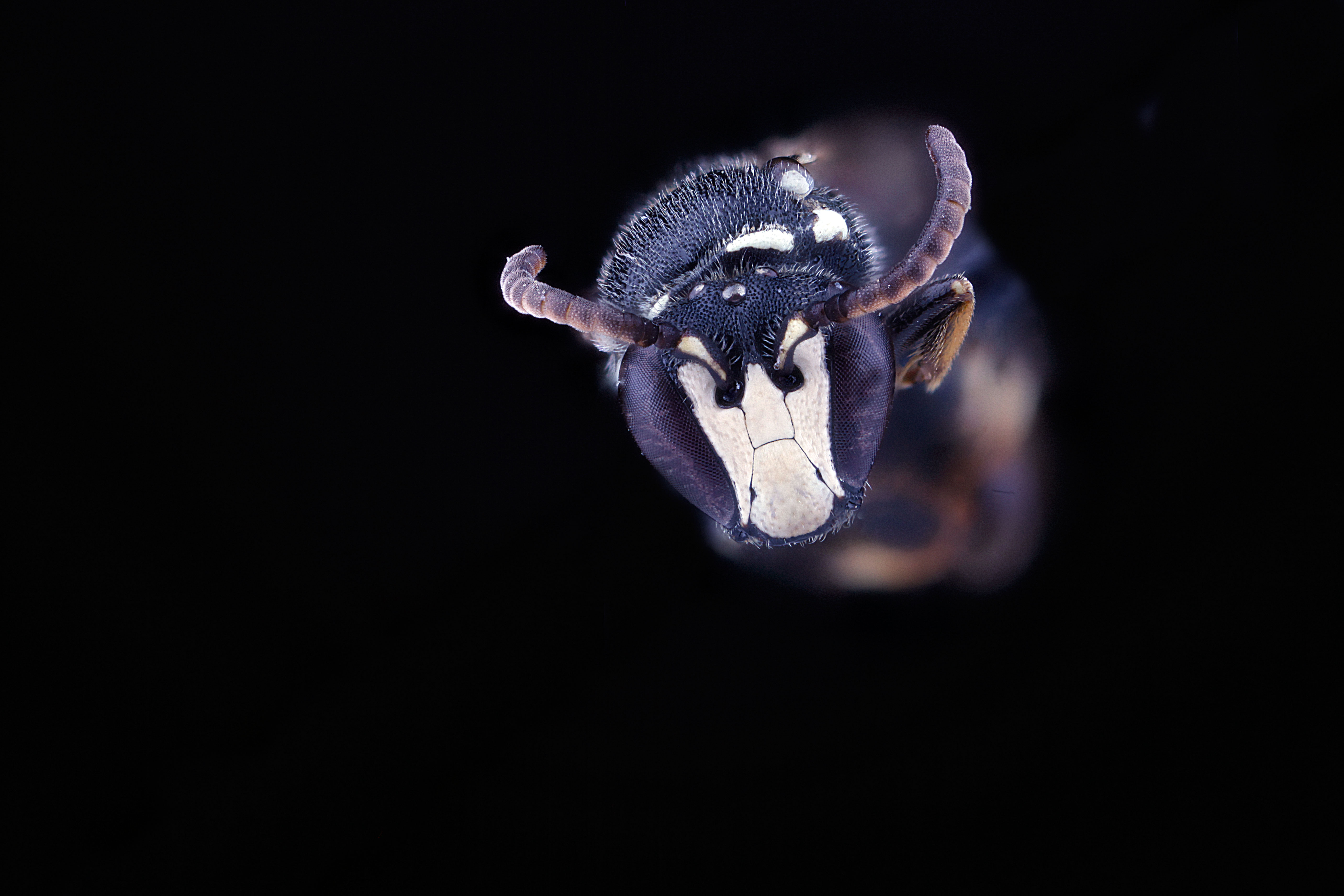